# Bestückungsautomat
Ein Bestückungsautomat ist eine Maschine, die in der Fertigung von Leiterplatten (Platinen für elektronische Bauteile) benutzt wird, um Bauelemente auf die Leiterplatte zu platzieren, die danach in einem Lötprozess verlötet werden.
Bestückungsautomaten gibt es seit Mitte der 1970er Jahre.

## Funktionsweise

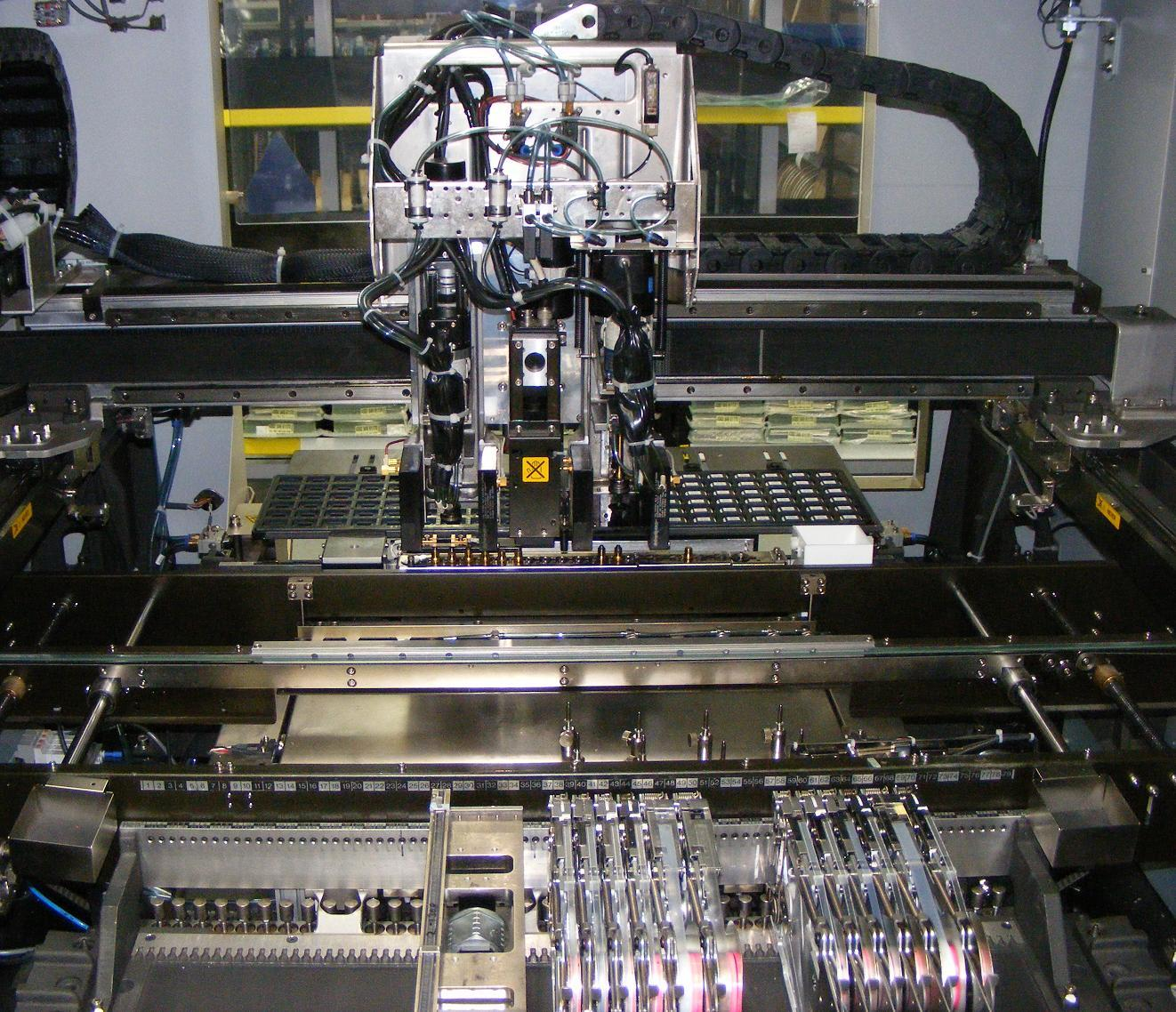
4-Kopf-Bestückungsautomat

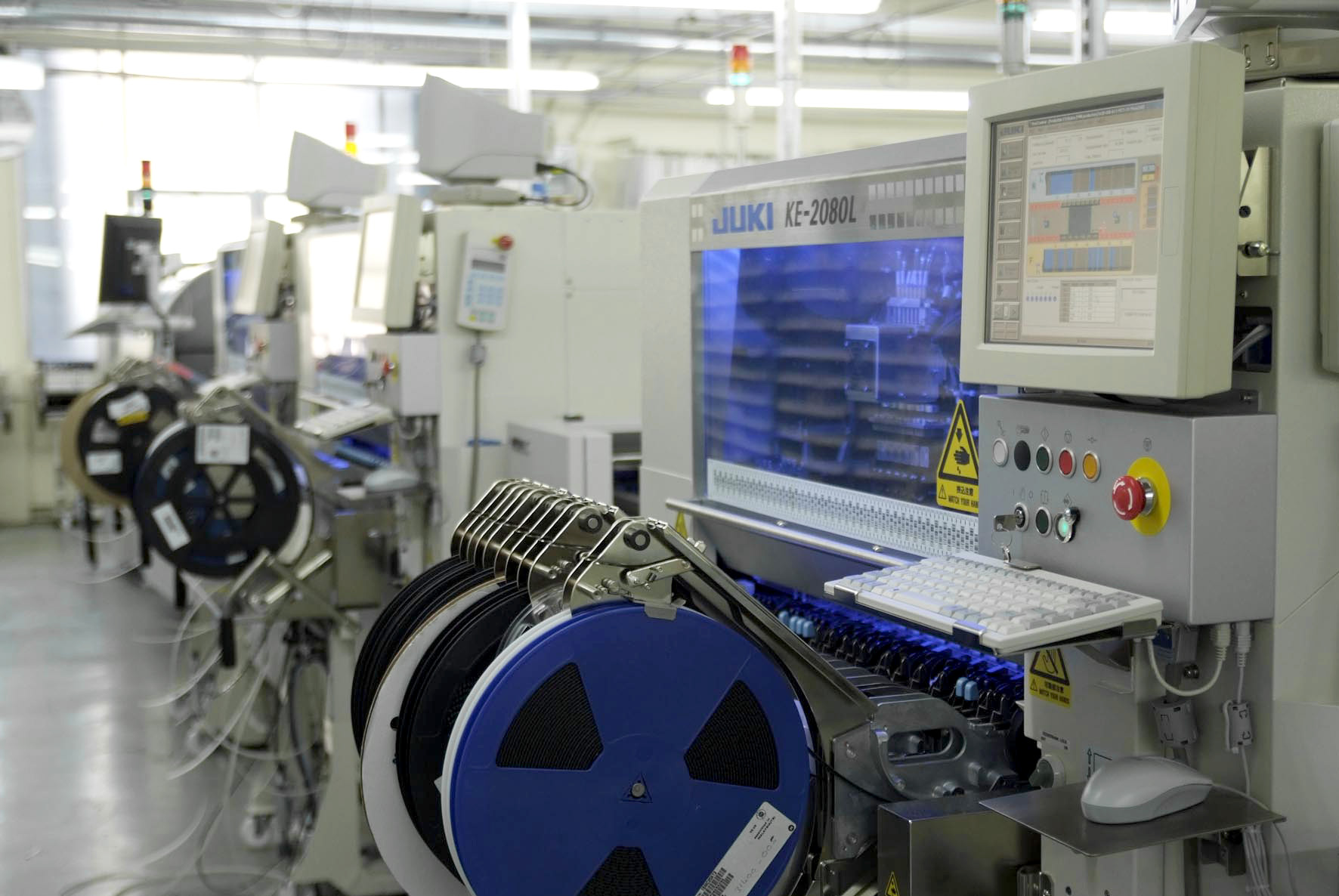
Bestückungsautomat Juki KE-2080L

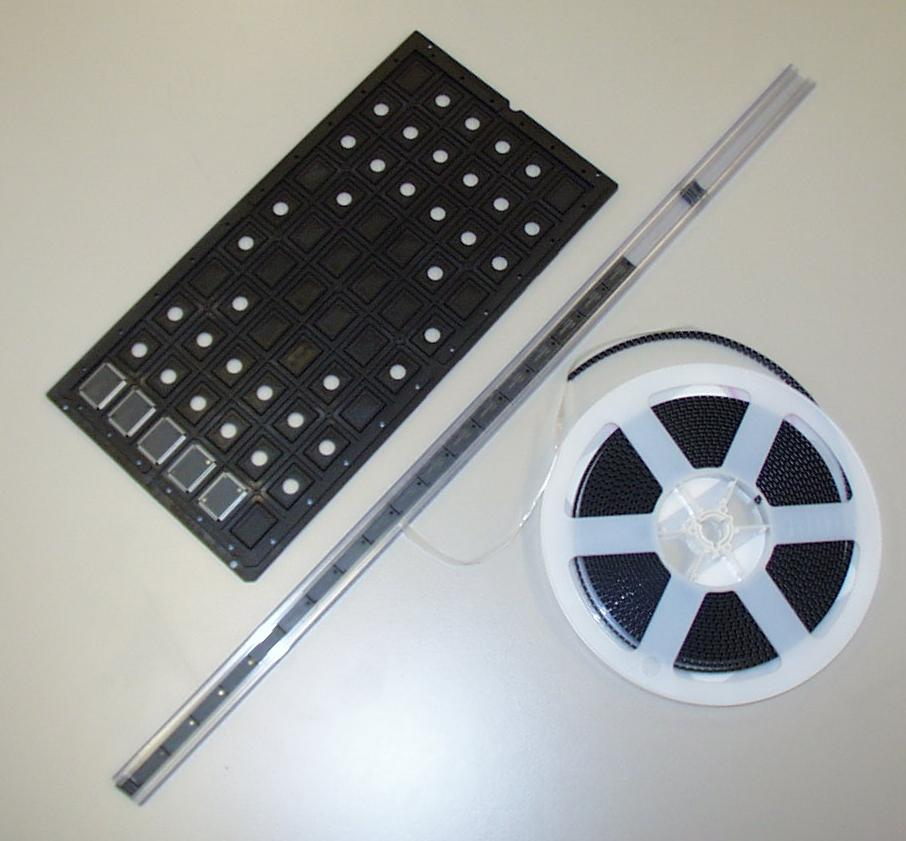
V. l. n. r. Bauteilverpackung in Tray, Tube und Tape/Reel

Die einzelnen Bauteile werden dem Bestückungsautomaten in seiner Bauteilversorgungsstation („Feeder“) in folgenden Formen zur Verfügung gestellt:
- Blister-Gurte auf Rollen („Tape & Reel“) für die meisten SMD-Bauelemente
- Tabletts mit Vertiefungen („Tray“) für größere ICs
- Bei bedrahteten Bauelementen als Gurt („Belt“)
- Bei größeren Bauelementen in Kunststoffstangen („Tubes“)

Ein Bestückungskopf, der in drei Achsen verfahrbar ist und um die Z-Achse rotieren kann, saugt in der Regel durch Unterdruck ein Bauteil aus dem Gurt/Tray, überprüft die Lage mittels eines Kamerasystems, berechnet Winkel- und Positionsoffset zur Nominalposition und platziert dann das Bauteil auf der Leiterplatte. Sind alle Bauteile bestückt, wird die Leiterplatte über ein Fördersystem weitertransportiert und eine neue leere Leiterplatte zugeführt.
Zur Vergrößerung des Durchsatzes arbeiten moderne Maschinen mit mehreren Bestückerköpfen und „Revolverköpfen“, die in der Lage sind, mehrere Bauteile aufzunehmen, was die Wegezeit zwischen Auffüllstation und Leiterplatte verringert. Die Leiterplatten liegen normalerweise in Form eines Nutzens vor, auf dem mehrere gleichartige Layouts auf einer großen Leiterplatte vereinigt sind, die erst später getrennt werden. Das verringert die Transportzeit pro Leiterplatte deutlich und erhöht damit den Durchsatz der Fertigungslinie.
Moderne Bestückungsautomaten ähneln im Prinzip einem Flachbett-Plotter, wobei die Leiterplatte die Stelle des Papiers einnimmt, der Bestückungskopf die des Stiftes und die Bauteileversorgung die des Stiftmagazines. Bei älteren Automaten wurde häufig statt des Bauteils die Leiterplatte bewegt, was aber bei der Verkettung mit den vor- und nachgelagerten Prozessschritten (Pastendruck, Löten) problematischer ist.
Meist sind Bestückungsautomaten modular ausgelegt, so dass man unterschiedliche Bauteilversorgungsstationen, Bestückerköpfe, Kamerasysteme usw. anbauen kann. Mittlerweile existieren auch weiter modifizierbare SMD-Systeme als Open-Source-Hardware.